# Parlament italià

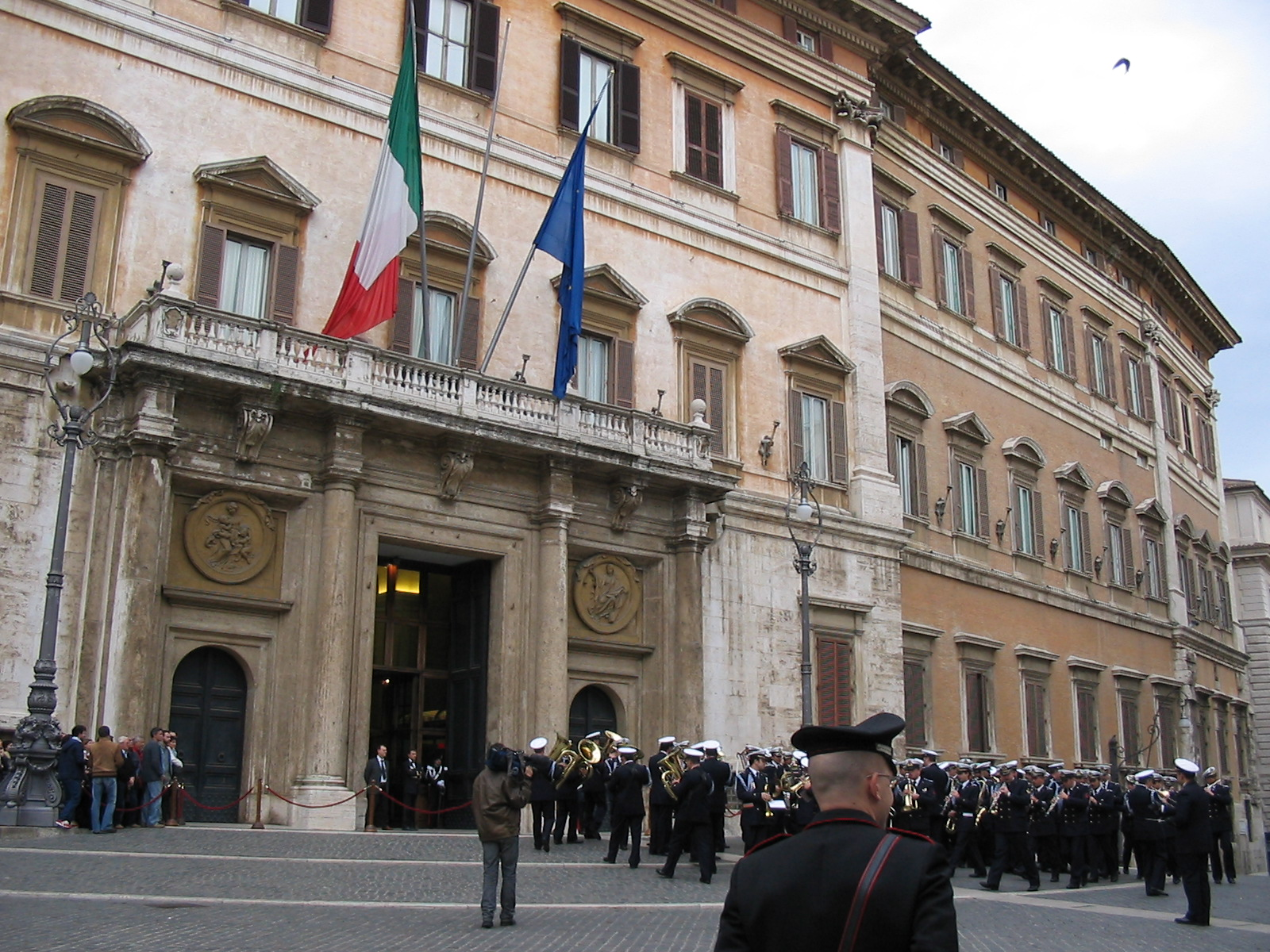
El Palau de Montecitorio, seu del Parlament Italià

El Parlament italià (oficialment en italià: Parlamento della Repubblica italiana) és l'òrgan constitucional titular de la funció legislativa d'Itàlia. El Parlament té una estructura bicameral, integrat per dues cambres amb funcions idèntiques: la Cambra dels Diputats i el Senat de la República. La primera està integrada per 630 diputats i la segona per 315 senadors a més dels senadors vitalicis de dret (els presidents emèrits de la República Italiana) i els senadors vitalicis. Segons l'article 59 de la constitució d'Itàlia, els senadors vitalicis són fins a cinc ciutadans que han il·lustrat la pàtria amb mèrits altíssims en els camps social, científic, artístic i literari, i són nomenats pel president de la República.

## Sessions comunes
Les cambres poden reunir-se en seu comuna (art. 55.2 de la Constitució italiana) només en casos especials, com la nomenament del president de la república o judici de la cort constitucional. En el cas d'elecció del president s'hi apleguen els parlamentaris i els representants de les regions (art. 85); per l'elecció dels cinc membres de la cort constitucional nominats pel Parlament, amb majoria de 2/3 en primera votació i 3/5 en successives (art. 135); per elecció d'un terç dels membres del Consell Superior de la Magistratura, amb idèntica majoria (art. 104), per a assistir al jurament de fidelitat a la república i vigilància de la constitució per part del president (art. 91) i altres previstes, en el seu cas, per a jutjar al presiden- 

## Estatut Parlamentari
L'art 67 disposa que cada membre del Parlament representa la nació i exercita les seves funcions sense vincle de mandat, cosa que no impedeix que pugui ser revocat pel col·legi territorial que l'ha elegit, per part del partit d'afiliació. Gaudeix d'immunitat parlamentària i només pot ser jutjat políticament en la forma prevista per la constitució. L'article 68 estableix la seva inviolabilitat, llevat delicte flagrant per ordre judicial, no poden ser sotmesos a intercepcions de correspondència, converses o comunicacions. Tampoc són responsables civils, penals, administratius i disciplinaris per les opinions expressades a la Cambra en exercisi de les seves funcions. També poden circular lliurement per xarxes ferroviàries, carreters i marítimes.

## Bicambralisme
Dues cambres, elegides per majors de19¡8 anys, però són elegibles majors de 25 anys a la Cambra i de 40 al Senat, arts 56 i 57 constitució.

## Prerrogatives de les cambres
- Autonomia reglamentària Cada cambra redacta el seu propi reglament, i administra i desenvolupa la seva pròpia tasca segons la voluntat dels parlamentaris i els presidents de cambra.
- Autonomia financera Cadascuna aprova autònomament el seu propi pressupost
- Immunitat de la seu Poder de decisió sobre tot allò que s'hi admet a tràmit.
- Justícia domèstica Reservada als òrgans interns del Parlament

## Organització interna
La disciplina de l'organització del Parlament i les cambres és regulada per la Constitució i els reglaments parlamentaris. Òrgans necessaris són el president, l'oficina de presidència i les comissions permanents, als quals s'hi afegeixen grups (projecció parlamentària dels partits) i juntes. L'Oficina de la Presidència de la Cambra representa tots els grups parlamentaris i té competències administratives i sobre la disciplina interna i organització.
En virtut del principi de representativitat, tenen potestat d'adjudicar el títol d'admissió als seus membres. Els qui s'abstinguin no es consideraran votants de cara al quòrum de la majoria, però al senat sí. Les sessions de l'Assemblea podran ser públiques i tenen tribunes per a gent del carrer. Del sumari de les sessions es publica al Bolletino delle giunte de delle commissioni, i es preveu desenvolupament en sistema audiovisual i circuit tancat.
El mandat parlamentari o legislatura té una durada de 5 anys i només pot ser prorragada en cas de guerra. Es poden fer eleccions anticipades convocades pel president italià, però no en els seus últims sis mesos de mandat, llevat que no coincideixin, en tot o en part, amb els sis últims mesos de legislatura) i escoltats els respectius presidents. Les cambres resten en càrrec fins a la primera reunió de les noves Cambres per a evitar un possible vot legislatiu. La primera reunió de la nova cambra ha de ser entre els 20 primers dies després de les eleccions, que han de celebrar-se entre els 70 dies després de la fi de la legislatura (i no menys de 45).

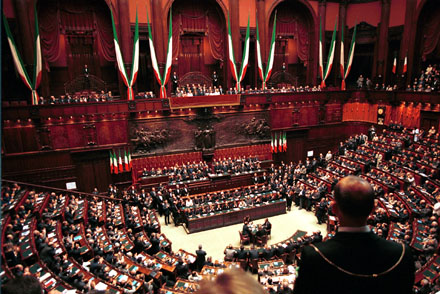
El Parlament en sessió comuna

## Funcions del Parlament

### Funció legislativa
La iniciativa legislativa correspon al govern, als parlamentaris individuals (poden presentar propostes de llei a la cambra), als ciutadans (poden presentar una proposta en articles i amb 50.000 firmes), al consell regional o al CNEL. Un cop admesa, ha de ser assignada a una comissió competent en funció de la matèria a la que faci referència, on es desenvolupa l'activitat d'instrucció (comissió de filtre). Un cop en aquest punt, hi ha dos camins diversos: 
- En el Procediment normal, la comissió competent es reuneix, formula una relació i nomena un relator, transmet la competència de formulació i aprovació del text a l'assemblea (no més de 4 mesos a la Cambra i dos mesos al Senat). A la Cambra és discutit el text article per article i sotmès a votació.[1] Si és aprovat per una Cambra, passa a l'altra que l'ha de votar sense modificacions posteriors. Si es modifica, torna a la Cambra perquè torni a ser aprovat. Procediment obligatori per a lleis en matèria constitucional, electoral, delegació legislativa, autorització i retificació de tractats internacionals, aprovació de pressupostos de costitucionalidà.
- Procediment especial en els altres casos, la comissió es pot reunir en seu redigent o deliberant. Procediment d'urgència en casos de decret llei, llei anual comunitària, llei anyal de pressupost i d'altres urgents.

Aprovat el text per ambdues cambres, és tramès al president de la república per tal que en uns mesos sigui promulgada, o bé tornada a les cambres amb missatge motivat i novament deliberada. Un cop promulgada, serà publicada a la Gazzetta Ufficiale i entrarà en vigor als 15 dies, llevat que s'hi estableixi el contrari.
El procés de revisió constitucional (art. 138) s'articula en dues possibles fases: la primera, en la que ambdues cambres deliberen el text i si es vota a favor per 2/3 d'ambdues la revisió és passada directament al president de la República per a la promulgació, si no arriba, es preveu que 1/5 dels diputats, 5 consells regionals i 500.000 electors puguin requerir el suport a votació electoral el text. El referèndum pot ser exercit en 3 mesos al cap de la seva publicació. El primer referèndum fet en aquest sistema es va dura terme el 7 d'octubre de 2001.
L'article 139 de la Constitució italiana només estableix un límit a la revisió constitucional en la forma republicana de l'Estat, així com els de sobirania popular i unitat i indivisibilitat estatal.

### Funcions de control
El parlament, endemés, exerceix funció de control sobre el govern i les funcions dels polítics, traduïda en mocions, resolucions i ordres del dia, interrogacions i interpel·lacions i instruccions al govern. També redacta informes parlamentaris durant les mocions de confiança o de censura, que poden ser de tot el govern o d'un ministre. És competència seva també l'aprovació de les lleis financeres i de pressupostos.

### Altres funcions
El parlament pot fer enquestes sobre temes d'interès públic mitjançant comissions que respectin les proporcions dels diversos grups. També té la funció de votar les revisions de la constitució.